# Eriopexis
Eriopexis es un género con seis especies de orquídeas. Ha sido separado del género Dendrobium. Son epífitas que se encuentran en las selvas tropicales montañosas de Filipinas y Nueva Guinea, están caracterizados por sus cortos y compactos tallos, un denso follaje, y una o dos grandes inflorescencias.

## Descripción
Las especies son orquídeas epífitas con muy poco rizoma, un tallo corto y comprimido con hojas densamente frondosas, romas, lanceoladas y un pedúnculo corto con una o dos grandes flores.
Las flores tienen un estrecho sépalo superior y dos, más amplios, sépalos laterales fusionados entre sí y con la base de la columna, formando un amplio mentón. Los pétalos más estrechos que los sépalos. El labio se oculta entre los sépalos, con tres lóbulos, peludos con un callo central. El ginostemo es corto.

## Distribución y hábitat
Crecen en los árboles cubiertos de musgo en el fresco, a la sombra en las selvas tropicales montañosas. Se encuentran en Nueva Guinea y Filipinas.

## Sinonimia
- Dendrobium Sw. (1799) secc. Eriopexis Schltr.

## Etimología
El nombre de Eriopexis proviene del griego erio (lana) y pexis (adjuntar).

## Taxonomía
El género fue promovido desde Dendrobium Sw. (1799) secc. Eriopexis Schltr. por Brieger en el año 1981.
El género cuenta actualmente con unas seis especies. La especie tipo es Eriopexis schlechteri.

## Especies
- Eriopexis acanthephippiiflora (J.J.Sm.) Rauschert (1983)
- Eriopexis globiflora (Schltr.) Rauschert (1983)
- Eriopexis helleriana (A.D.Hawkes) Rauschert (1983)
- Eriopexis quinquelobata (Schltr.) Rauschert (1983)
- Eriopexis schlechteri Brieger (1981)
- Eriopexis subpetiolata (Schltr.) Rauschert (1983)